# Lunestedt
Lunestedt este o comună din landul Saxonia Inferioară, Germania.